# Tribunal administratif de Rennes
Le tribunal administratif de Rennes est une juridiction administrative française.

## Juridiction
Le ressort territorial du tribunal administratif de Rennes couvre les quatre départements de la Région Bretagne. Il est constitué de six chambres et d’un pôle dédié aux urgences. Le tribunal est présidé depuis le 1er mai 2024 par Alain Poujade.

### Historique
Le tribunal administratif de Rennes succède, avec la réforme du contentieux administratif de 1953, au conseil de préfecture interdépartemental de Rennes. À sa création, il ne compte qu’une seule chambre et son ressort territorial comprend les départements du Finistère, des Côtes-du-Nord, de l’Ille-et-Vilaine et de la Mayenne. Avec la loi no 72-619 du 5 juillet 1972 portant création et organisation des régions, la compétence territoriale du tribunal devient celle de la Région Bretagne. Les deuxième, troisième et quatrième chambres sont créées respectivement en 1980, 1982 et 1983. La cinquième chambre est constituée en 1999. Une sixième chambre s'est officiellement constitué en 2023, elle fonctionnait sans existence officielle jusqu'ici.

### Présidence
Liste des présidents du tribunal (hors intérim)
- 1953-1959 : Jean Servain
- 1959-1980 : Henri Bonneau

- 1980-1986 : Philippe Renauld
- 1986-1988 : Gilbert Anton
- 1988-2001 : Michel Coat
- 2001-2003 : Jacques Léger
- 2003-2005 : Jean-Michel Marchand
- 2005-2013 : Hervé Saluden
- 2014-2016 : Françoise Magnier
- 2016-2018 : Jean-Jacques Louis
- 2018-2020 : Michel Hoffmann
- 2020- 2024: Eric Kolber
- 2024. : Alain Poujade

| Nom                  | Nomination         | Notes       |
| -------------------- | ------------------ | ----------- |
| Michel Hoffmann      | 11 avril 2018      |             |
| Jean-Jacques Louis   | 1er septembre 2016 |             |
| Jean-Hervé Gazio     | 1er août 2016      | Par intérim |
| Françoise Magnier    | 6 janvier 2014     |             |
| Hervé Saluden        | 5 décembre 2005    |             |
| Jean-Michel Marchand | 1er juin 2003      |             |
| Xavier Piron         | 27 février 2003    | Par intérim |
| Jacques Léger,       | 1er juillet 2001   |             |
| Xavier Piron         | 3 mai 2001         | Par intérim |
| Michel Coat          | 1er octobre 1988   |             |

## Siège
À sa création, le tribunal siège à l’hôtel de la préfecture, dit hôtel Martenot, situé au début de la rue de même nom. Il déménage en 1963 au 20 rue Martenot, dans l’un des trois hôtels Le Corgne, propriété du département d’Ille-et-Vilaine. En 1983, le tribunal s’installe à la cité administrative, rue Saint-Thomas. Enfin, en 1996, le Conseil d’État acquiert pour le compte du tribunal l’hôtel de Bizien, au 3 Contour de la Motte, anciennement siège de l’archevêché. Agrandis et rénovés, les locaux sont l’objet d’une inauguration le 25 juin 2014 en présence du vice-président du Conseil d’État,.